# Cargo de Natureza Especial
Cargo de Natureza Especial (CNE) são cargos públicos que dispensam concursos públicos para sua efetivação.
No Brasil estes cargos estão vinculados a entidades públicas que têm o direito de contratar funcionários de sua confiança, podendo os salários variarem de 1.200 reais a mais de 8.000 reais. Para a Administração Pública Federal, o CNE tem remuneração de  R$ 16.581,49. Segue um exemplo: o Presidente da Câmara dos Deputados do Congresso Nacional tem o direito a contratar 46 pessoas na forma de CNE, e cada um dos 7 membros da mesa diretora da Câmara tem direito a 33 cargos, além de 11 cargos para cada um dos 4 suplentes da mesa, perfazendo um total de 321 CNEs. Com base neste exemplo fica evidente a importância da sociedade fiscalizar os critérios de nomeação, a justificativa dos gastos e o desempenho dos CNEs, pois infelizmente ainda são muito utilizados para atender a interesses restritos de quem nomeia e do pequeno grupo favorecido, ao invés de suprirem alguma demanda técnica da administração pública.